# 최용호 (1955년)
최용호(崔容豪, 1955년 5월 28일 ~ )은 대한민국의 대학교수, 공무원이다.

## 학력
- 1971 ~ 1974 경성고등학교 졸업
- 1974 ~ 1980 고려대학교 학사 졸업

### 비학위 수료
- 1984 ~ 1986 고려대학교 대학원 석사 졸업
- 2000 ~ 2005 고려대학교 대학원 박사 졸업
- 1999 ~ 1999 서울시립대학교 경영대학원 최고경영자과정 수료
- 2005 ~ 2005 서울대학교 환경대학원 도시환경 고위정책과정 수료

## 경력
- 1980 제16회 기술고시 합격
- 1981 서울특별시청 근무
- 2000 서울특별시청 공원녹지관리사업소장
- 2004 서울특별시청 한강사업기획단장
- 2005 서울특별시청 푸른도시국장
- 2006.07 ~ 2008.05 서울특별시 강동구 부구청장
- 2007,12 ~ 2008.05 서울특별시 강동구 구청장 권한대행
- 2008 서울시립대학교 조경학과 초빙교수
- 2008 서울시설공단 상임감사
- 2009 서울대학교 행정대학원 강사
- 2010 고려대학교 생명과학대학 연구교수
- 2011 전국버스공제조합 이사장
- 2015 ~ 가톨릭관동대학교 창의융합공과대학 초빙교수
- 2016 ~ 도시공원협회 이사장

## 역대 선거 결과
|  | 40.26% |

|  | 41.19% |